# Алкіфрон
Алкіфро́н (грец. Άλκίφρων — давньогрецький ритор і письменник, найвидатніший серед грецьких епістолографів. Жив у часи Лукіана Самосатського, якого він копіював, та Еліана, який сам копіював Алкіфрона..
Він є автором збірки зі 122 вигаданих листів, написаних, як припускають, у 4 столітті до нашої ери. Твір складається з чотирьох книг:
- Книга І: Листи рибалок;
- Книга II: Листи селян;
- Книга III: Листи жебраків;
- Книга IV: Листи гетер.

Алкіфрон використовує реальних персонажів, таких як комічний поет Менандр або гетера Фріна, а також персонажів з «Нової комедії». Інші вигадані з нуля. Кожен з персонажів розповідає про своє повсякденне життя в дуже класичній іонійській ман

## Час
Деякі попередні критики без будь-яких правдоподібних підстав відносили його до 5 століття до нашої ери. Класик Стефан Берґлер та інші, хто слідував за ним, відносили Алкіфрона до періоду між Лукіаном і Арістенеттом, тобто між 170 і 350 роками нашої ери, в той час як інші знову ж таки датують його ще раніше, ніж Лукіан. Серед листів Арістенета є два листи між Лукіаном і Ацифроном, і було зроблено висновок, що Алкіфрон був сучасником Лукіана.

## Праці
Під іменем Алкіфрона ми маємо 116 вигаданих листів у 3 книгах, метою яких є окреслити характери певних класів людей, представивши їх як таких, що виражають свої особливі настрої та думки щодо питань, з якими вони були знані. Для цього Алкіфрон обрав рибалок, селян, убогих, а також гетер або афінських куртизанок. Всі вони намагаються висловити свої почуття найбільш витонченою та елегантною мовою, навіть коли йдеться про низькі чи непристойні речі. Таким чином, персонажі дещо підносяться над загальним стандартом, не порушуючи при цьому правдивої реальності.
Форма цих листів вишукано красива, а мова — чистий аттичний діалект, яким розмовляли в Афінах у найкращі часи у звичній, але вишуканій бесіді, хоча уявні автори — селяни, рибалки, дармоїди та куртизанки. Місто, з якого датовані листи, — це, за деякими винятками, Афіни та їхні околиці, а час, де це можна розрізнити, — це період після правління Александра Македонського. «Аттична нова комедія» була основним джерелом, з якого автор черпав інформацію про характери та звичаї, які він описує, і саме тому ці листи містять багато цінної інформації про приватне життя афінян того часу.

## Видання
Перше видання листів Алкіфрона належить італійському друкареві Альдусу Мануцію у його збірці «Грецькі епістолографи», Венеція, 1499 р., 4 томи. Це видання, однак, містить лише ті листи, які в більш сучасних виданнях складають перші дві книги. Сімдесят два нових послання були додані з віденського та ватиканського манускриптів Стефаном Берґлером у його виданні (Лейпциг, 1715, 8vo.) з примітками та латинським перекладом. Ці сімдесят два послання складають третю книгу у виданні Берглера. Й. А. Вагнер у своєму виданні (Лейпциг, 1798, 2 т., 8vo.), з примітками Берглера) додав два нових листи цілком, а також фрагменти п'яти інших. Один довгий лист, який станом на 19 століття не був опублікований повністю англійською мовою, існує в кількох паризьких рукописах.
Кажуть, що Алкіфрон був наслідувачем Лукіана, але, окрім стилю і, в деяких випадках, тематики, між цими двома письменниками немає жодної схожості: дух, в якому вони ставляться до своїх тем, є абсолютно різним. Обидва черпали свої матеріали з одних і тих самих джерел, і в стилі обидва прагнули до найбільшої досконалості справжньої аттичної грецької мови. Класик Стефан Берґлер зауважив, що Алкіфрон перебуває у такому ж відношенні до Менандра, як Лукіан до Арістофана.

## Український переклад
- Алкіфрон. Листи гетер. Теофраст. Характери. Переклад з давньогрецької Дзвінки Коваль. — Львів: видавництво «Апріорі», 2020. — 92 с. ISBN 978-617-629-643-0